# Thaumastoderma mediterraneum
Thaumastoderma mediterraneum är en djurart som tillhör fylumet bukhårsdjur, och som beskrevs av Adolf Remane 1927. Thaumastoderma mediterraneum ingår i släktet Thaumastoderma och familjen Thaumastodermatidae. Inga underarter finns listade i Catalogue of Life.